# Xièjiājí Qū
Xièjiājí Qū o distrito de Xièjiājí es una localidad de la ciudad-prefectura de Huainan en la provincia de Anhui, República Popular China, con una población censada en noviembre de 2010 de 320 251 habitantes.
Se encuentra situada en el centro-norte de la provincia, entre los ríos Huai, al norte, y Yangtsé, al sur.